# Panhard 201
Voiture speciale 201 «Automitrailleuse Model 1940», Panhard, иначе известный как Automitrailleuse puissante (с фр. букв. «мощный бронеавтомобиль») Panhard 201 или AM 40P — французский опытный тяжёлый бронеавтомобиль, разрабатывавшийся в довоенное время и в период Второй мировой войны. Был создан один прототип, не сохранившийся до наших дней.
Наработки по проекту Panhard 201 использовались для создания французских разведывательных бронемашин Panhard EBR в послевоенное время.

## История создания
В 1938 году французское командование заявило о необходимости разработки бронеавтомобиля на замену устаревающему Panhard 178. Требовалась новая, более универсальная машина с улучшенными вездеходными характеристиками. Заказ на разработку поступил 5 марта 1938 года, главным конструктором новой боевой машины назначили инженера Луи Делягарда, сотрудника компании Panhard. Его помощником выступил некий Гюстав Гёри.
Проект был представлен осенью того же года. Новый тяжёлый бронеавтомобиль, названный «Voiture speciale 201» (с фр. «специальная машина 201»), сильно отличался от прошлых проектов: он имел вытянутый, узкий корпус с полноприводной базой 8×8, толстое лобовое бронирование и башню малого размера и необычной конструкции. Считается, что концепция качающихся танковых башен, ставшая популярной среди множества танкостроительных компаний в послевоенное время, была позаимствована именно с проекта Panhard 201.
Начало производства первого прототипа пришлось на 1939 год, в сентябре он был частично завершён, а в январе 1940 года начались первичные испытания. Бронеавтомобиль показал хорошие результаты — он развивал максимальную скорость 80 км/ч по ровной, твёрдой поверхности, а его запас хода был равен 400 км. Panhard 201 произвёл положительное впечатление на военных — его характеристики во многом превосходили более ранние образцы бронемашин. Не дожидаясь завершения прототипа, министерство обороны Франции поручило Panhard заказ на производство 600 машин этого типа 1 мая 1940 года под новым обозначением AM 40P, с условием перевооружения части машин более мощной пушкой. Производство планировалось завершить в июле 1942 года, командование надеялось увидеть первые 100 образцов уже во второй половине 1941 года, однако уже 10 мая началось немецкое вторжение, и работу над проектом пришлось прекратить. К тому моменту не было сделано ни одного серийного образца. Готовый прототип был отправлен во французскую Северную Африку, предположительно в Марокко. По разным данным, Panhard 201 был либо оставлен войсками из-за поломки и впоследствии утерян, либо уничтожен ими же.

## Описание конструкции
Экипаж Panhard 201 состоял из двух человек — механика-водителя и командира, параллельно выполнявшего функции заряжающего и наводчика. Бронеавтомобиль имел классическую компоновочную схему — отделение управления находилось спереди, боевое — за ним, в одноместной качающейся башне (на прототипе был установлен её частично функционирующий макет). Двигатель находился в задней части, доступ к нему достигался с помощью крупного круглого люка на верхней бронеплите.

### Вооружение
Panhard 201 вооружался 25-мм пушкой SA 35, которая была смещена в правую сторону для освобождения места для командира в башне. Макет орудия не имел пламегасителя. С пушкой был спарен 7,5-мм пулемёт Reibel. В целом вооружение соответствовало бронеавтомобилю Panhard 178, который предполагалось заменить.
В заказе министерства обороны Франции, отправленном разработчику машины в мае 1940, была указана необходимость разработки модификации Panhard 201, которая вооружалась бы танковой 47-мм пушкой SA 35, однако для этого требовалось установить иную существующую башню, в которую вместилось бы такое орудие, или разработать новую.

### Башня
Одним из основных новшеств бронеавтомобиля стала башня, разработанная Panhard и по конструкции несколько схожая с качающимися башнями, разработанными в конце 1940-х годов. Она состояла из двух полуцилиндрических деталей, которые были соединены на скосе. В верхний полуцилиндр устанавливалось вооружение для лёгкого выбрасывания стреляных гильз. Направление орудия и угол наведения зависели от вращения той или иной детали башни. Если вращалась только одна деталь, изменялись углы вертикального наведения орудия относительно положения другой. Если же одновременно вращались обе детали, изменялись углы горизонтального наведения.

### Защищённость
По бронированию бортов и кормы, а также башни машины достоверные данные отсутствуют. Предполагается, что использовались бронеплиты толщиной 10 или 15 мм, способные выдержать попадания пуль винтовочного калибра. Лобовое 60-мм бронирование корпуса превосходило все бронеавтомобили и танки Франции на момент создания Panhard 201, за исключением серийного тяжёлого пехотного танка Renault B1 bis и прототипа Renault B1 ter. Покрышки колёс первого и последнего рядов являлись пулестойкими.

### Подвижность
Машина приводилась в движение 6-цилиндровым бензиновым карбюраторным двигателем Panhard рабочим объёмом 3 834 см3 и мощностью 85 л. с. Бронеавтомобиль имел реверсивную шестнадцатиступенчатую КПП и развивал максимальную скорость 80 км/ч в обоих направлениях. При необходимости езды по дорогам использовались только колёса первого и последнего рядов. Если требовалось проехать по труднопроходимой местности или бездорожью, металлические колёса с грунтозацепами опускались с помощью гидравлического привода, после чего на них передавалась необходимая мощность и они становились ведущими наряду с остальными.

## В массовой культуре

### В стендовом моделизме
- Сборная модель «Panhard 201 AM 40P - 1940» с детализированным интерьером и реализованным принципом работы «половинчатой» башни выпускается французским брендом Azimut в масштабе 1:35[8].